# 411
411 (CDXI) je bilo navadno leto, ki se je po julijanskem koledarju začelo na nedeljo.

## Dogodki
- 1. januar

## Rojstva
- 8. februar - Prokl, grški filozof, matematik († 485)

Neznan datum
- Hunerik, kralj Vandalov in Alanov († 484)